# Lipa (Bihács)
Lipa (szerbül: Липа) szerb falu Bosznia-Hercegovinában, Bihács községben, a Bosznia-hercegovinai Föderáció Una-Szanai kantonjában.

## Fekvése
Bihács központjától légvonalban 23, közúton 28 km-re délkeletre fekszik. Bosanski Petrovac és Bihács között félúton található, az Una Nemzeti Parktól északra, nem messze a horvát határtól.

## Népessége
| Nemzetiségi csoport | Népesség 1991 | Népesség 2013 |
| ------------------- | ------------- | ------------- |
| Szerb               | 69            | 0             |
| Bosnyák             | 0             | 0             |
| Horvát              | 1             | 0             |
| Jugoszláv           | 1             | 0             |
| Egyéb               | 0             | 0             |
| Összesen            | 71            | 0             |

## Története
A második világháborúban Lipa községben más helyekhez képest is több embert öltek meg. Az 1946. július 5-én összeállított jegyzőkönyvben az szerepel, hogy a németek 1943-ban érkeztek erre a területre, és ekkor mintegy 75 embert öltek meg Lipán, mintegy 45 nőt és gyermeket és idős embert vittek Teočakba, ahol két hónapot töltöttek. Közben kifosztottak és elvittek mindent, amit lehetett. A második világháború előtti mintegy ezer, kizárólag szerb lakos közül csak a több mint egy évszázada felépült és felszentelt Úr mennybemenetele temploma került vissza a helyi lipai közösséghez, amelyhez Doljani és Teočak is tartozott.
A boszniai háború után mindössze négy szerb tért vissza Lipára. Közülük hárman meghaltak (ketten éhen haltak), a negyedik pedig ismét száműzetésbe került. Ezután már senki sem tért vissza Lipára. 
Lipa a boszniai háború után amolyan senkiföldjévé vált, mindenki elköltözött innen, aki tudott. Ezért is telepítették ide, a 750 méter magasságban lévő területre a menekülttábort, amely a bevándorlók által használt balkáni útvonal egyik állomása. A tábor 2020 áprilisában nyitotta meg kapuit, ezer fő számára, miután a birai tábort, ami egykor egy hűtőszekrénygyár telephelye volt, elkezdték leépíteni. A tábort az ENSZ égisze alatt működő Nemzetközi Migrációs Szervezet (IOM – International Organization for Migration) működteti. A Nemzetközi Migrációs szervezet 2020. december 23-án jelentette be: el kell szállítani az embereket a lipai táborból, mert az alkalmatlan arra, hogy télen is menedéket nyújtson az embereknek. Ugyanezen a napon ismeretlenek felgyújtották az itteni sátrakat és konténereket. A tűzvész során megsemmisült vagy megrongálódott a tábor egy részének infrastruktúrája.

## Nevezetességei
- Urunk mennybemenetele tiszteletére szentelt ortodox templomát kétszer rombolták le. Először 1941-ben, a második alkalommal 1995-ben. Újjáépítését a világban szétszórtan élő falusiak finanszírozták.[4]

- A Crnkica gradina nevű helyen egykor őskori erődítmény állt. Az erődöt egy terasz szélére építették, ahol a délnyugati oldalon a meredek lejtő adta a védelmét. A keleti és délkeleti oldalt egy 280x170 méter nagyságú területen egy félkörív alakú fal védte. A területen sok kerámiatöredék, egykori használati tárgyak maradványi kerültek elő, melyek késő bronzkori és kora vaskori erődített településre utalnak.[5]

## Fordítás
- Ez a szócikk részben vagy egészben  a   Lipa (Bihać) című szerbhorvát Wikipédia-szócikk ezen változatának fordításán alapul.  Az eredeti cikk szerkesztőit annak laptörténete sorolja fel. Ez a jelzés csupán a megfogalmazás eredetét és a szerzői jogokat jelzi, nem szolgál a cikkben szereplő információk forrásmegjelöléseként.